# ‘Eynālābād
‘Eynālābād (persiska: يلوانَق, عينال آباد, Īlvānaq) är en ort i Iran.   Den ligger i provinsen Ardabil, i den nordvästra delen av landet, 300 km nordväst om huvudstaden Teheran. ‘Eynālābād ligger 1 648 meter över havet och antalet invånare är 259.
Terrängen runt ‘Eynālābād är huvudsakligen kuperad. ‘Eynālābād ligger nere i en dal. Runt ‘Eynālābād är det ganska glesbefolkat, med 38 invånare per kvadratkilometer. Närmaste större samhälle är Khalkhāl, 10,9 km sydost om ‘Eynālābād. Trakten runt ‘Eynālābād består i huvudsak av gräsmarker.